# Крутой (Земетчинский район)
Крутой — упразднённый посёлок в Земетчинском районе Пензенской области России. На момент упразднения входил в состав Раевского сельсовета. Упразднён в 2009 году.

## География
Посёлок располагался на правом берегу реки Рогачиха (приток реки Раевка), на расстоянии примерно 4 километров (по прямой) к западу от села Раево.

## История
В середине 1920-х годов входил в состав Богоявленской волости Моршанского уезда Тамбовской губернии. В 1930-е годы являлся отделением колхоза имени Ворошилова.
Исключён из учётных данных законом Законодательного Собрания Пензенской области от 23 октября 2009 года № 1797-ЗПО.

## Население
Согласно результатам переписи 2002 года в посёлке проживало семь жителей русской национальности.